# Wólka (gmina w województwie białostockim)
Wólka – dawna gmina wiejska istniejąca do 1954 roku w woj. białostockim (dzisiejsze woj. podlaskie). Nazwa gminy pochodzi od wsi Wólka, lecz siedzibą gminy było Bakałarzewo.
Za Królestwa Polskiego gmina należała do powiatu suwalskiego w guberni suwalskiej. 19 maja?/31 maja 1870 do gminy przyłączono pozbawione praw miejskich Bakałarzewo; równocześnie od gminy odłączono 2 wsie (Wasilówka i Wierciochy) i przyłączono je do gminy Koniecbór.
W okresie międzywojennym gmina Wólka należała do powiatu suwalskiego w woj. białostockim. Po wojnie gmina zachowała przynależność administracyjną. 
W okresie powojennym gmina Wólka należała do powiatu suwalskiego w woj. białostockim. 1 lipca 1952 roku gmina była podzielona na 26 gromad.
Gmina została zniesiona 29 września 1954 roku wraz z reformą wprowadzającą gromady w miejsce gmin. Jednostki nie przywrócono 1 stycznia 1973 roku po reaktywowaniu gmin.